# Spencer Trappist
Spencer Trappist was een Amerikaans trappistenbier van hoge gisting. Het was het enige trappistenbier dat buiten Europa en het tiende trappistenbier met het Authentic Trappist Product-label.
Het bier werd gebrouwen in de Spencer Brewery van de Saint Joseph's Abbey in Spencer, Massachusetts.
Sinds mei 2022 is de brouwerij gestopt.

## Achtergrond
De 60 monniken van de trappistenabdij Saint Joseph's Abbey overleefden tot nu toe door de verkoop van confituren en marmelades, maar toekomstgericht werd naar andere bronnen van inkomsten gezocht. Een aantal jaren geleden rijpte de idee om bier te beginnen brouwen. De broeders maakten enkele trips naar Europa en gingen op bezoek bij de Belgische trappistenbroeders, eerst in de abdij van Westmalle en verder langs de andere abdijen om ten slotte in de Sint-Sixtusabdij van Westvleteren te eindigen. Ze werden lid van de “Internationale Vereniging Trappist” waarmee nauw samengewerkt werd voor dit nieuwe project. Abt Damian Carr en de monniken van Spencer zegenden de brouwerij in op 20 oktober 2013 waarna de eerste brouwactiviteiten gestart werden. Het eerste bier is geïnspireerd op het refterbier van de Belgische broeders, maar dan met een hoger alcoholgehalte. De monniken gebruiken enkel Amerikaanse hop uit Yakima Valley, Washington en op 26 september 2013 werd begonnen met de teelt van hun eigen gerst. 
Het eerste bier dat in 2013 op de markt kwam was de Spencer Trappist Ale een blond bier van 6,5%. In november 2015 werd een eerste seizoensbier op de markt gebracht, het winterbier Spencer Trappist Holiday Ale. In februari kwamen opnieuw twee varianten op de markt, een Imperial stout en een India Pale Ale, deze maal met een eigen gist om zo de bieren meer een Amerikaans karakter te geven.

## Varianten
- Spencer Trappist Ale, blond bier met een alcoholpercentage van 6,5%
- Spencer Trappist Holiday Ale, roodbruin bier met een alcoholpercentage van 9%
- Spencer Trappist Imperial Stout, donkerbruin bier met een alcoholpercentage van 8,7%
- Spencer Trappist India Pale Ale, goudblond bier met een alcoholpercentage van 7,2%
- Spencer Trappist Monks Reserve Ale, donker Quadrupel bier met een alcoholpercentage van 10,2%